# 堺市立錦西小学校
堺市立錦西小学校（さかいしりつ きんさい しょうがっこう）は、大阪府堺市堺区にある公立小学校。

## 沿革
現在の校区にあたる地域には明治時代初期、泉州第二番錦西小学校が設置された。当時の錦西小学校は泉州第一番錦東小学校と合併して、現在の堺市立錦小学校へとつながっている。
現在の錦西小学校の直接的なルーツは、1892年に設置された錦尋常小学校（現在の堺市立錦小学校）分校に始まる。1899年に堺市錦西尋常小学校として独立した。当時の校舎は現在の堺市堺区錦之町西2丁にあったが、1950年代に現在地に移転している。

### 年表
- 1872年4月21日 - 堺県学分校第七区分校を設置。
- 1873年 - 泉州第二番錦西小学校に改編。
- 1879年 - 錦東・錦西の2校合併、錦小学校と称する（現在の堺市立錦小学校）。
- 1892年 - 錦尋常小学校分校を設置。
- 1899年7月5日 - 堺市錦西尋常小学校として開校（学校創立）。
- 1899年7月15日 - 開校式を実施。
- 1930年 - 高等科を併設。堺市錦西尋常高等小学校と称する。
- 1941年2月 - 高等科を堺女子高等小学校として分離。
- 1941年4月1日 - 国民学校令により、堺市錦西国民学校に改称。
- 1945年5月 - 百舌鳥高等女学校へ集団疎開を実施。
- 1945年7月10日 - 堺大空襲で校区被害。
- 1947年4月1日 - 学制改革により、堺市立錦西小学校に改称。
- 1954年1月 - 現在地に校舎一部完成、部分移転。
- 1958年 - 現在地に完全移転。
- 1969年 - 標準服を制定。
- 1971年 - 公害対策として空気清浄機を設置。
- 1979年4月 - 養護学級を設置。

## 通学区域
- 堺市堺区 綾之町西、北旅籠町西、北半町西、九間町西、車之町西、材木町西、桜之町西、七道西町、七道東町、宿屋町西、神明町西、並松町、錦之町西、柳之町西。

卒業生は堺市立月州中学校に進学する。

## 交通
- 阪堺電気軌道阪堺線 神明町停留場 西へ約150m。
- 南海本線 堺駅 北東へ約1.3km。
- 南海高野線 堺東駅 北西へ約1.6km。